# WrestleMania
WrestleMania è uno degli premium live event di wrestling organizzati annualmente dalla WWE, il più importante e longevo tra quelli proposti.
L'evento viene spesso chiamato Grandest Stage of Them All o Showcase of the Immortals per sottolinearne il prestigio: è infatti la manifestazione di wrestling per antonomasia e ha la stessa valenza del Super Bowl per il football americano e delle NBA Finals per la pallacanestro.
WrestleMania è spesso teatro di veri e propri match da sogno e, in alcune occasioni, le grandi leggende del passato tornano a combattere per una sola sera; secondo giornalisti e addetti ai lavori, partecipare al main event di WrestleMania rappresenta il punto più alto nella carriera di un wrestler.

## Storia

### Anni ottanta

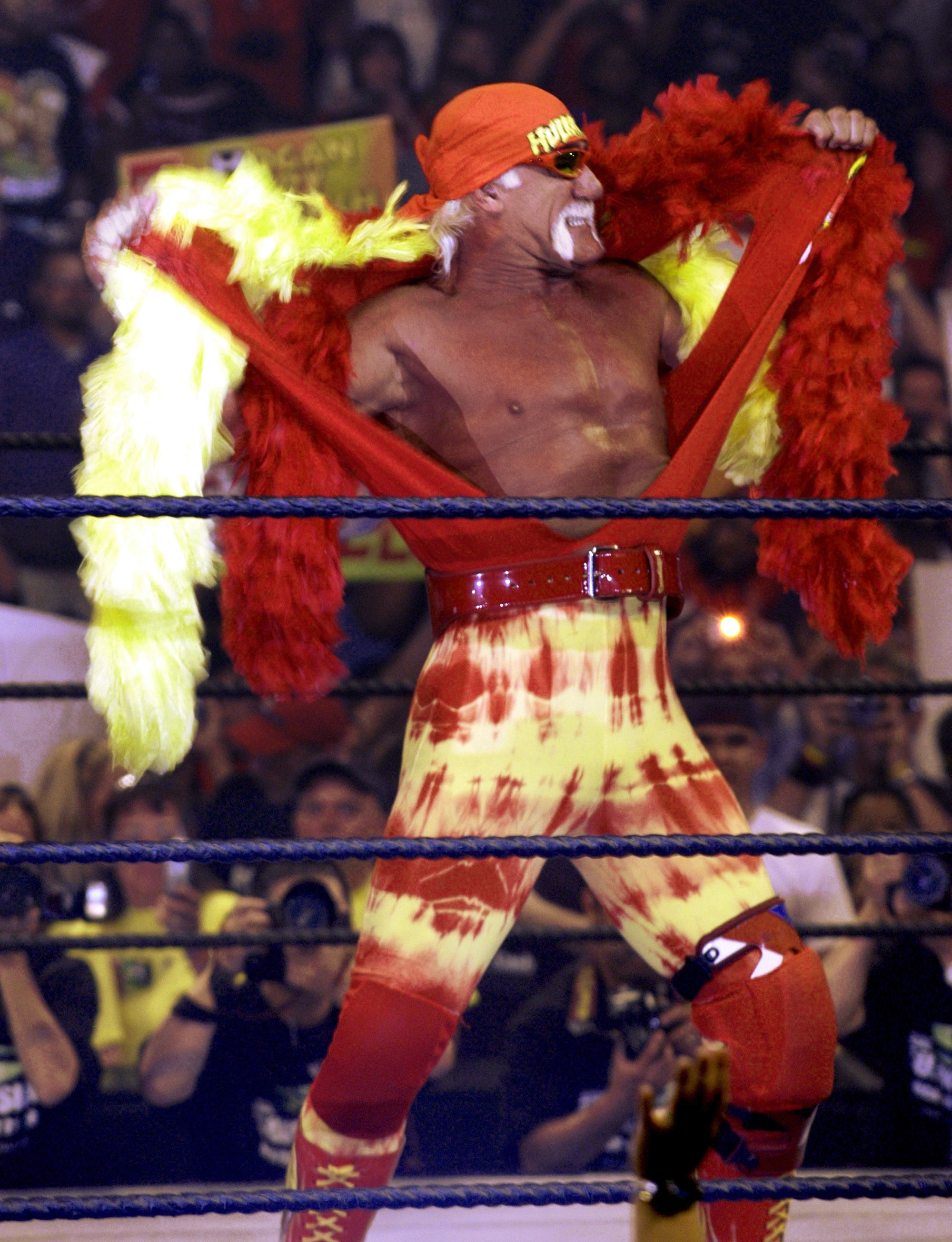
Hulk Hogan è stato l'uomo di punta negli anni ottanta

WrestleMania, è stata un'idea di Vince McMahon e rappresentò una vera e propria rivoluzione nella World Wrestling Federation e nel wrestling in generale. Il progetto di McMahon era quello di creare un evento in pay-per-view che potesse diventare, col passare degli anni, una sorta di Super Bowl del wrestling. L'idea di un evento così non era nuova nel Nord America: la National Wrestling Alliance organizzava infatti Starrcade già da qualche anno. McMahon voleva però aumentare sempre di più la fetta di pubblico della WWF: con la prima edizione, la WWF strinse con MTV un accordo sia per la copertura televisiva che per la programmazione della WWF, dando vita a quella che fu definita la Rock 'n Wrestling Connection. McMahon invitò inoltre nella sua federazione celebrità come Muhammad Ali, Mr. T e Cyndi Lauper per aumentare la pubblicità dell'evento, attirando l'attenzione dei media di tutti gli Stati Uniti. Nel primo main event della storia di WrestleMania, datato 31 marzo 1985, Hulk Hogan e Mr. T sconfissero Roddy Piper e Paul Orndorff. La nuova formula di ciò che McMahon riteneva lo Sport Entertainment coincise con un clamoroso successo finanziario.
WrestleMania 2 si tenne l'anno successivo e si svolse in tre diverse sedi nel paese, ossia il Nassau Veterans Memorial Coliseum a Uniondale, il Rosemont Horizon a Rosemont (Illinois) e la Los Angeles Memorial Sports Arena a Los Angeles (California). Il main event vide Hulk Hogan sconfiggere King Kong Bundy in uno steel cage match e mantenere il WWF Championship.
Nel 1987, la WWF aumentò ancora il successo della compagnia producendo ciò che è stato considerato il picco del boom del wrestling degli anni ottanta, WrestleMania III, evento che ha portato 93.173 spettatori, il maggior numero di presenze per un evento al coperto nel Nord America e il più grande numero di spettatori paganti nella storia del wrestling. In quello che fu presentato dalla WWF come "the biggest main event in sports entertainment" si sfidarono il WWF Champion Hulk Hogan e André the Giant, con in palio il titolo detenuto da Hogan. Il match fu vinto da Hogan, che sollevò il gigante con un body slam tra il delirio del pubblico e in seguito lo schienò dopo il suo running leg drop. Il match in sé non fu tecnicamente bello, ma rappresentò l'inizio dello sport entertainment americano e rappresentò per la prima volta la formula "face vs heel" dove, nonostante l'heel sia imbattibile e domini tutto il match, il face riesce comunque a vincere. Inoltre, questa edizione venne anche ricordata per l'incontro tra il campione intercontinentale Randy Savage e lo sfidante Ricky Steamboat. Il match, vinto da quest'ultimo, è considerato uno dei migliori match tecnici della storia della WWE.
WrestleMania IV fu caratterizzata dal torneo per incoronare il nuovo WWF Champion. La finale regalò a Randy Savage il suo primo titolo mondiale, che sconfisse nel main event "The Million Dollar Man" Ted DiBiase grazie all'aiuto di Hulk Hogan, che atterrò con una sediata DiBiase. In quel periodo il WWF Championship era stato dichiarato vacante dopo che Andrè the Giant, battendo Hulk Hogan a The Main Event, regalò il titolo proprio a DiBiase, uno dei finalisti del torneo.
L'evento tornò l'anno successivo ad Atlantic City con WrestleMania V, dove nel main event si affrontarono i due ex partner Hulk Hogan e Randy Savage. Hogan si aggiudicò per la seconda volta il titolo del mondo.

### Anni novanta
Con WrestleMania VI, per la prima volta l'evento si tenne fuori dagli Stati Uniti, ossia allo SkyDome di Toronto, Ontario, Canada. Il main event fu il primo fra due face della federazione e il primo Champion vs. Champion match nella storia di WrestleMania: l'Intercontinental Champion Ultimate Warrior sconfisse il WWF Champion Hulk Hogan. Questo match fu importante quanto il main event di WrestleMania III: se quello infatti aveva stabilito la formula "heel vs. face", questo match "face vs. face" fu il prototipo dei match in cui due beniamini del pubblico, i due più grandi della federazione, si sfidarono in una sorta di "passaggio di testimone": ad ogni modo, nonostante la vittoria, Warrior non fu in grado di essere il volto della federazione, e dovette sempre condividere questo ruolo con lo stesso Hogan e altre superstar.
L'anno dopo l'evento ritornò negli Stati Uniti con WrestleMania VII, più precisamente a Los Angeles. L'evento vide Hulk Hogan affrontare Sgt. Slaughter per il WWF Championship, mentre The Undertaker fece il suo debutto a WrestleMania sconfiggendo Jimmy Snuka. Da allora, Undertaker è rimasto imbattuto nei suoi match a WrestleMania fino al 2014. Questa striscia d'imbattibilità è stata classificata dal Daily Mirror come "la settima striscia di vittorie nella storia dello sport" (è stata l'unica striscia vincente del wrestling da esser classificata nella lista).
WrestleMania VIII e IX sono state le ultime due con Hulk Hogan nel main event: a WrestleMania VIII, Hogan ha affrontato Sid Justice in un match non titolato, mentre a WrestleMania IX l'avversario era Yokozuna, questa volta con in palio il WWF Championship; in entrambe le occasioni ha trionfato Hogan.
La decima edizione dell'evento, ossia WrestleMania X, vide il suo ritorno al Madison Square Garden. L'evento vide la vittoria di Owen Hart sul suo fratello maggiore Bret e un ladder match per l'Intercontinental Championship, in cui Razor Ramon sconfisse Shawn Michaels. Il main event dell'evento vide Bret Hart conquistare il WWF Championship contro Yokozuna.
A WrestleMania XI, considerata da molti la peggiore WrestleMania di sempre, Bam Bam Bigelow venne sconfitto nel main event dal giocatore di football Lawrence Taylor, in un match molto deludente.
La WWF si rifece l'anno dopo puntando tutto sul main event: a WrestleMania XII, Shawn Michaels sconfisse Bret Hart nel primo Iron Man match di 60 minuti della WWF, vincendo così il WWF Championship per la prima volta. L'incontro è considerato uno dei match più tecnici di sempre.
A WrestleMania 13 iniziò l'ascesa di Stone Cold Steve Austin, che ha affrontato Bret Hart in un Submission match vinto da Hart; tuttavia, Austin non si arrese, ma svenne chiuso nella Sharpshooter: questo match è considerato uno dei più significativi di sempre. Nel main event, The Undertaker ha sconfitto Sycho Sid, vincendo il suo secondo titolo mondiale.
A WrestleMania XIV, The Undertaker affrontò e sconfisse suo fratello Kane in uno dei match più difficili della carriera del Deadman (ci sono volute tre Tombstone Piledriver per vincere il match), mentre Steve Austin conquistò per la prima volta il titolo del mondo contro Shawn Michaels, dando così ufficialmente inizio all'Attitude Era. Da ricordare il fatto che nel main event fosse presente il pugile Mike Tyson come "special enforcer" a bordo ring; la sua presenza (ottenuta tramite un milionario contratto a gettone) diede ulteriore visibilità alla compagnia in un periodo di crisi.
L'anno successivo, a WrestleMania XV, Austin sconfisse The Rock riconquistando il WWF Championship. Questo fu il primo dei 3 incontri a WrestleMania fra Steve Austin e The Rock, in una rivalità che coinvolse due dei simboli dell'Attitude Era.

### Anni duemila

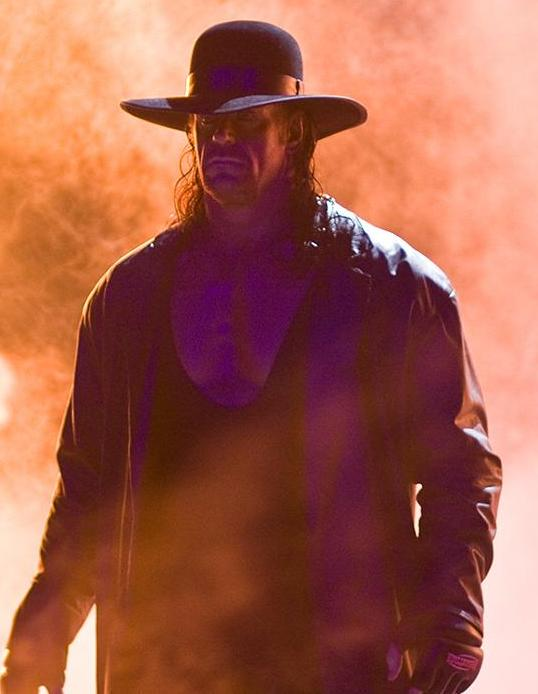
The Undertaker è il wrestler che ha partecipato di più (27) e vinto più match (25) a WrestleMania

A WrestleMania 2000 (che fu l'unica edizione a non avere dei single match) si svolse il primo Triangle Ladder match della storia, che vide sfidarsi Hardy Boyz, Dudley Boyz ed Edge e Christian per il World Tag Team Championship. Il main event vide il WWF Champion Triple H (con Stephanie McMahon) difendere con successo il suo titolo, divenendo il primo heel ad uscire dal main event di WrestleMania come vincitore, contro tre sfidanti: The Rock (con Vince McMahon), Mick Foley (con Linda McMahon) e Big Show (con Shane McMahon), nel primo fatal four-way main event di Wrestlemania.
A WrestleMania X-Seven, considerata da molti la più grande Wrestlemania di sempre e la fine dell'Attitude Era, si affrontarono nel main event i due beniamini delle folle, ossia il "Texas Rattlesnake" Steve Austin e il "People's Champ" The Rock, con il primo che divenne nuovo WWF Champion grazie all'aiuto di Vince McMahon, che nella stessa serata era stato sconfitto da suo figlio Shane in uno Street Fight Match. Altri match furono il secondo TLC Match della storia in cui Edge & Christian sconfissero Hardy Boyz e Dudley Boyz, un match tra Kurt Angle e Chris Benoit e un co-main event tra Undertaker e Triple H. Nel mezzo dello show un'emozionante gimmick battle royal ha fatto tornare indietro nel tempo i fans. WrestleMania X-Seven fu l'apice dell'Era Attitude. Fu anche la prima WrestleMania tenutasi dopo la dissoluzione dell'eterna rivale della WWF, ossia la World Championship Wrestling (WCW), e la fine della guerra del lunedì sera.
WrestleMania X8 fu l'ultima edizione prodotta con la sigla WWF e vide nel main event Triple H sconfiggere Chris Jericho vincendo così il WWE Undisputed Championship. Ma il match che si aspettava di più fu tra il simbolo dell'Era Gimmick, Hulk Hogan, contro il simbolo di quel periodo, The Rock: The Rock sconfisse Hogan facendo così un passaggio di testimone, e a fine match Hogan effettuò un turn face. Steve Austin e The Undertaker sconfissero rispettivamente Scott Hall e Ric Flair; questi ultimi, insieme ad Hogan, erano tornati dopo anni in WWF dopo il fallimento della WCW dell'anno precedente. Fu quindi l'inizio della Ruthless Aggression Era.
WrestleMania XIX vide l'ultimo match di Steve Austin per oltre vent'anni, in cui Austin affrontò The Rock per la terza volta a WrestleMania, finendo la loro lunga faida con una sconfitta dopo due vittorie a WM. Hulk Hogan sconfisse Vince McMahon e Shawn Michaels partecipò alla sua prima WrestleMania dopo cinque anni, sconfiggendo Chris Jericho. Venne difeso per la prima volta il World Heavyweight Championship, con il campione Triple H che difese con successo la cintura contro Booker T, mentre nel main event della serata Brock Lesnar sconfisse Kurt Angle vincendo così il WWE Championship, ma infortunandosi al collo; questa Wrestlemania è ritenuta una delle più belle di sempre.
La World Wrestling Entertainment celebrò la ventesima edizione di WrestleMania al Madison Square Garden con WrestleMania XX. L'evento vide la difesa del WWE Championship da parte del campione in carica Eddie Guerrero contro Kurt Angle e il ritorno di The Undertaker con la gimmick del "Deadman" che sconfisse Kane. Nella card ci fu anche l'incontro fra The Rock e Mick Foley contro Batista, Randy Orton e Ric Flair dell'Evolution, e il match fra Brock Lesnar e Bill Goldberg con Steve Austin come arbitro speciale. Questo match deluse moltissimo e viene definito come uno dei più brutti di sempre. L'evento vide l'ultimo match di The Rock fino alle Survivor Series del 2011, l'ultimo di Lesnar fino ad Extreme Rules 2012 e l'ultimo match in WWE di Goldberg fino alle Survivor Series del 2016. Fu reintrodotta in questa occasione il WWE Hall of Fame, con una cerimonia annuale indotta la sera prima di WrestleMania. Nel terzo e ultimo main event della serata venne organizzato il primo triple threat main event di Wrestlemania della storia: Shawn Michaels vs Triple H vs Chris Benoit per il World Heavyweight Championship. In uno dei match più emozionanti della storia, in cui la folla prese parte viva all'incontro esultando per Benoit, quest'ultimo si aggiudicò il titolo e dopo il match festeggiò con l'amico Eddie Guerrero che intanto aveva difeso con successo il suo WWE Championship contro Kurt Angle. I due amici festeggiarono la loro vittoria a Wrestlemania XX entrambi da campioni del mondo circondati da coriandoli, in uno dei momenti più emozionanti della Ruthless Aggression Era e di Wrestlemania.
A WrestleMania 21 fu introdotto il Money in the Bank ladder match, ossia un six-man ladder match con in palio una valigetta sospesa sul ring contenente un contratto che garantiva al partecipante del match (in quell'edizione solo di Raw) una shot al titolo del mondo da incassare in qualsiasi istante e in qualsiasi luogo entro la WrestleMania dell'anno successivo: al termine di un match spettacolare, Edge vinse, avendo la meglio su Chris Jericho, Chris Benoit, Christian, Shelton Benjamin e Kane. Nei main event il WWE Championship e il World Heavyweight Championship passarono rispettivamente nelle mani di John Cena e Batista che sconfissero John "Bradshaw" Layfield e Triple H nei loro match. L'incontro per il WWE Championship deluse molto in termini di spettacolarità e longevità, e nonostante la vittoria finale di Cena il match era risultato un incontro a senso unico totalmente dominato dall'ex campione JBL. L'evento vide anche il ritorno di Steve Austin dopo un anno di pausa, mentre Kurt Angle sconfisse Shawn Michaels in un bellissimo match inter-promozionale.
Il Money in the Bank ladder match si tenne anche a WrestleMania 22 come un six-man interpromotional match dove il vincitore avrebbe conquistato una shot per uno dei due titoli del mondo a sua scelta: il match venne vinto da Rob Van Dam. Il World Heavyweight Championship passò nelle mani di Rey Mysterio, che sconfisse Randy Orton e il campione Kurt Angle in un Triple Threat match, vincendo il suo primo titolo del mondo. Nel main event John Cena mantenne il WWE Championship, sconfiggendo Triple H. Uno dei punti forti di questa edizione fu lo splendido Hardcore match tra Edge e Mick Foley, vinto dal wrestler canadese grazie ad una Spear attraverso un tavolo infuocato. La card vide, inoltre, Shawn Michaels battere Vince McMahon in un No Holds Barred match.
Il Money in the Bank ladder match si tenne anche a WrestleMania 23 come un interpromotional eight-man match dove lottarono wrestler di Raw, ECW e SmackDown: a trionfare fu Mr. Kennedy. Nel main event, John Cena conservò il suo WWE Championship contro Shawn Michaels, mentre per quanto riguarda il roster di SmackDown ci fu la vittoria del World Heavyweight Championship da parte di The Undertaker (sconfiggendo Batista, allungando la sua striscia vincente sul 15-0 e conquistando per la prima volta il World Heavyweight Championship). Per quanto riguarda gli incontri non titolati, Donald Trump batté Vince McMahon nella Battle of the Billionaires con arbitro speciale Steve Austin grazie alla vittoria dell'ECW World Heavyweight Champion, Bobby Lashley, su Umaga. Wrestlemania 23 fu inoltre l'ultima Wrestlemania della Ruthless Aggression era, in quanto dal 2008 in poi la WWE passò all'era PG.
A WrestleMania XXIV Shawn Michaels sconfisse Ric Flair nel match che segnò il ritiro di quest'ultimo, mentre il Money in the Bank ladder match vide sette partecipanti provenienti dai tre roster di Raw, ECW e SmackDown: a trionfare fu CM Punk. L'ECW Championship fu difeso per la prima volta in un'edizione di WrestleMania, con Kane che divenne nuovo ECW Champion in un tempo record di 8 secondi (battendo di fatto il record del match più veloce nella storia di WrestleMania appartenente a King Kong Bundy), sconfiggendo il campione Chavo Guerrero. Nei due main event Randy Orton conservò il WWE Championship dall'assalto di John Cena e Triple H, mentre The Undertaker vinse il World Heavyweight Championship per il secondo anno consecutivo sconfiggendo Edge nel main event della serata per sottomissione. In un incontro che ebbe una maggior fama nei media in tutti gli States, il campione di boxe Floyd Mayweather Jr. sconfisse Big Show. Questo evento fu la seconda WrestleMania tenutasi in un'arena all'aperto (dopo l'edizione numero IX).
WrestleMania XXV vide la vittoria di Chris Jericho contro i WWE Hall of Famer Roddy Piper, Jimmy Snuka e Ricky Steamboat in un 3 on 1 Handicap match con interventi di Ric Flair e dell'attore Mickey Rourke. Il WWE Intercontinental Championship fu difeso per la prima volta da WrestleMania X8 con la vittoria di Rey Mysterio su John "Bradshaw" Layfield (con quest'ultimo che si ritira), mentre il Money in the Bank ladder match vide sette partecipanti provenienti dai tre roster di Raw, ECW e SmackDown: a trionfare fu CM Punk per il secondo anno consecutivo. John Cena sconfisse Edge e The Big Show conquistando il World Heavyweight Championship, mentre nel main event Triple H conservò il WWE Championship contro Randy Orton in un match abbastanza deludente. Il match della serata fu l'attesissimo incontro tra Undertaker e Shawn Michaels, da molto definito il più grande match nella storia di WrestleMania e della WWE in generale: dopo che entrambi ebbero sfoderato le loro tecniche migliori, Undertaker riuscì a eseguire una Tombstone su Shawn Michaels, e straordinariamente HBK riuscì a evitare lo schienamento; il match si concluse quando Michaels, volendo fare un moonsault, venne preso da Undertaker e subì un'ennesima Tombstone da cui venne sconfitto.

### Anni duemiladieci

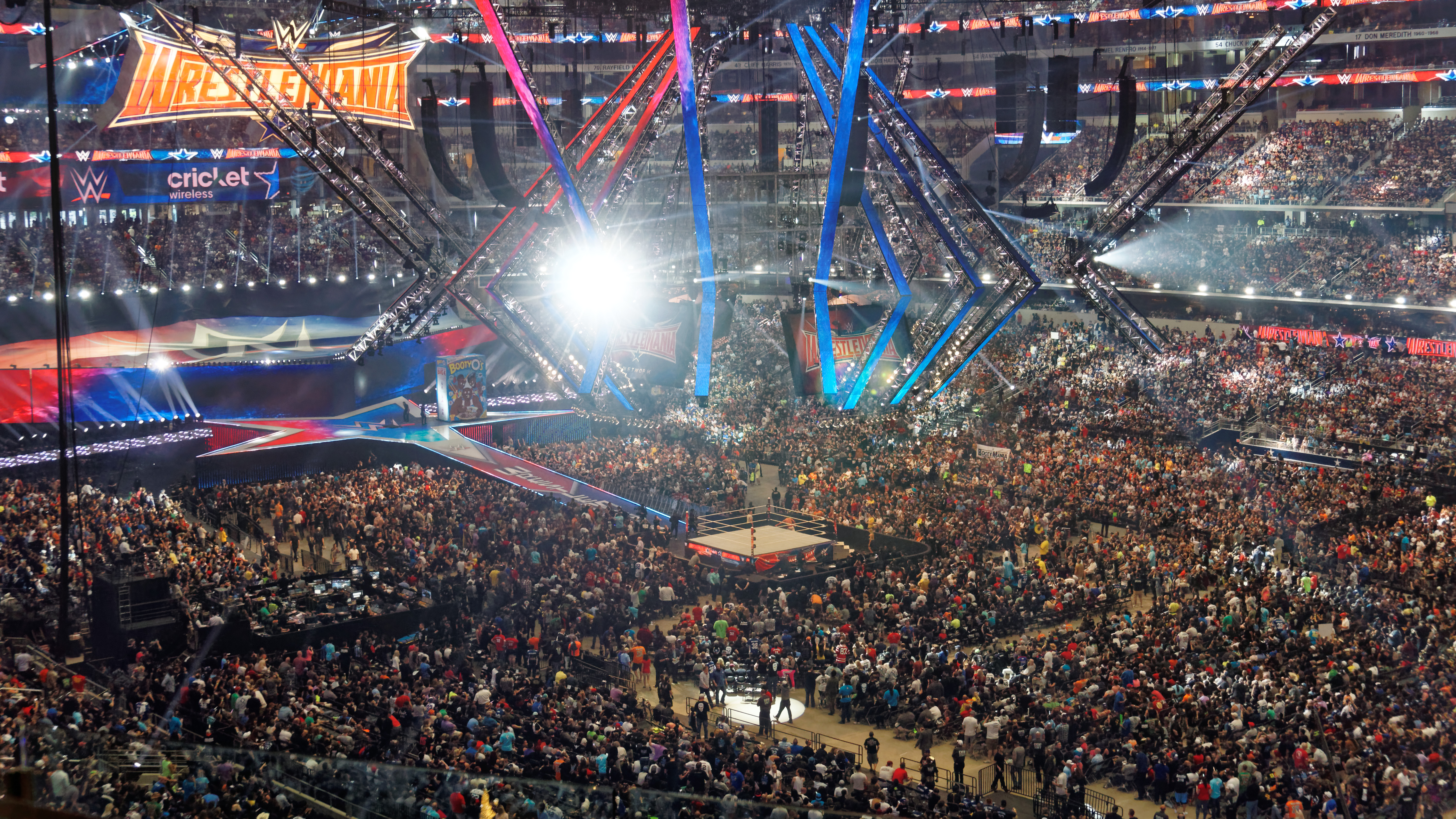
WrestleMania 32 ha totalizzato un record di 101.763 spettatori paganti

A WrestleMania XXVI il match più atteso è stato il rematch tra Shawn Michaels e The Undertaker, concluso con la vittoria del becchino che ha allungato la sua striscia vincente a WrestleMania (18-0) e che ha comportato il ritiro di Shawn Michaels dalle scene: infatti il match era uno streak vs career. Shawn Michaels subì ben tre Tombstone, tra cui una fuori dal ring e una con un salto, e si dovette arrendere alla terza, mettendo fine alla sua carriera. L'evento ha visto anche la vittoria del WWE Championship da parte di John Cena su Batista e la difesa del World Heavyweight Championship da parte di Chris Jericho su Edge. Dopo il ritorno di Bret Hart in WWE, che mancava dallo Screwjob di Montréal (1997), Hart sconfisse Vince McMahon in un no-holds barred match con presenti i membri della famiglia Hart. Il Money in the Bank ladder match, l'ultimo a disputarsi a WrestleMania, vide dieci partecipanti provenienti dai due roster di Raw e SmackDown: a trionfare fu Jack Swagger. Questa fu la terza WrestleMania tenutasi in un'arena all'aperto (dopo le edizioni IX e XXIV).
WrestleMania XXVII ha visto il ritorno di The Rock, dopo sette anni d'assenza, come presentatore dell'evento. Il match più importante della card è stata la sfida tra Triple H e Undertaker. Triple H cercò di vendicare la sconfitta di Shawn Michaels contro The Undertaker dell'anno precedente, ma senza riuscirci. Undertaker dimostrò una resistenza straordinaria, resistendo a due Spinebuster (di cui uno sul tavolo dei commentatori), tre Pedigree e una tombstone, oltre a svariate sediate, e vincendo alla fine facendo cedere Triple H alla Hell's Gate; il Dead Man portò la sua serie di vittorie sul 19-0.
Trish Stratus ha lottato nella sua prima WrestleMania dalla 22ª edizione, in un Mixed Six-Stars Tag Team Match con John Morrison e la star di Jersey Shore Nicole "Snooki" Polizzi sconfiggendo le LayCool e Dolph Ziggler. I commentatori della WWE Michael Cole e Jerry Lawler si sono affrontati in un incontro con Steve Austin come arbitro speciale. Il World Heavyweight Champion Edge sconfisse lo sfidante e vincitore della Royal Rumble 2011 Alberto Del Rio, e The Rock chiuse l'evento salutando i fan dopo aver attaccato John Cena e The Miz, affrontatisi nel main event, vinto da The Miz con l'aiuto determinante di Rock, conservando così il suo WWE Championship.
WrestleMania XXVIII si è svolta al Sun Life Stadium di Miami Gardens, in Florida, dove abbiamo avuto l'occasione di vedere per la prima volta John Cena e The Rock sfidarsi uno contro uno in un match vinto da The Rock con molta difficoltà. Un altro incontro che ha lasciato il segno è stato il rematch tra Triple H e Undertaker, detto End of an Era. In questo match arbitrato da Shawn Michaels e nella gabbia dell'Hell in a Cell, Triple H diede moltissimi colpi di sedie e martello ad Undertaker, e quest'ultimo non si arrese nemmeno quando subì uno Sweet Chin Music e un Pedigree da parte dei due D-X; il match fu vinto da Undertaker al secondo Tombstone, portando la streak sul 20-0. Abbiamo anche visto John Laurinaitis diventare GM assoluto di Raw e di Smackdown, in un match a squadre 6 vs 6 contro il Team di Theodore Long, per colpa di un'intromissione di Eve Torres mentre Zack Ryder eseguiva il suo Broski Boot su The Miz, che approfittando della distrazione del ragazzo di Long Island esegue la sua Skull Crushing Finale portando a casa il match (ciò nonostante il trionfo di Laurinatiis ebbe però vita breve). Inoltre nell'incontro valido per il WWE Championship, il campione CM Punk ha avuto la sua vendetta contro Chris Jericho, difendendo il titolo. Vittoria anche da parte di Sheamus che sconfigge Daniel Bryan nel match di apertura di Wrestlemania in 18 secondi netti, grazie al suo Brogue Kick, diventando il nuovo World Heavyweight Champion. Questa fu la quarta WrestleMania tenutasi in un'arena all'aperto (dopo le edizioni IX, XXIV e XXVI).
A WrestleMania 29 è avvenuto il rematch tra John Cena e The Rock nel main event, in cui Cena riuscì a vincere il WWE Championship. Gli altri main event furono Undertaker vs CM Punk, con un CM Punk che porterà al limite il deadman che però riuscirà a portare la streak sul 21-0, e Triple H vs Brock Lesnar in un No Holds Barred match, con Shawn Michaels che accompagnava Triple H. The Game riuscì a trionfare, sebbene Lesnar si sia ripreso la rivincita nel PPV successivo, Extreme Rules. Inoltre, Alberto Del Rio riuscì a difendere il World Heavyweight Championship dall'assalto di Jack Swagger. Questa fu la quinta WrestleMania tenutasi in un'arena all'aperto (dopo le edizioni IX, XXIV, XXVI e XXVIII).
A WrestleMania XXX, il main event fu il Triple Threat match tra il campione Randy Orton, Batista (che ritorna in WWE dopo quattro anni) e Daniel Bryan, quest'ultimo uscito vincitore dalla sfida contro Triple H nell'incontro di apertura. A vincere il WWE World Heavyweight Championship sarà l'idolo della folla Daniel Bryan. L'altro main event è stato Undertaker vs. Brock Lesnar, in cui The Phenom, nello sgomento e silenzio totale della folla presente al Superdome, New Orleans, è uscito sconfitto, vedendo la sua Streak interrotta sul 21-1.
L'edizione di WrestleMania 31 verrà ricordata soprattutto per il suo main event: infatti, durante il match per il WWE World Heavyweight Championship tra il campione Brock Lesnar e Roman Reigns, Seth Rollins ha incassato il suo Money in the Bank contract, trasformando la contesa in un Triple Threat match, vinto da lui, diventando non solo il primo ad incassare il Money in the Bank a WrestleMania ma anche il primo ad incassarlo a match in corso. Nella stessa serata si è svolto uno storico match, tra il capo dell'Authority Triple H, simbolo della WWE, e Sting, leggenda della WCW, fallita nel 2001 e acquistata dalla WWE. Al termine del match, dove sono intervenute due delle più importanti stable di ogni tempo, la D-Generation X (Road Dogg, Billy Gunn & X-Pac) in favore di The Game, e l'nWo (Hulk Hogan, Scott Hall & Kevin Nash) in favore di The Icon, a uscire vincitore è stato Triple H grazie all'intervento di Shawn Michaels. Inoltre c'è stata la prima apparizione di The Undertaker dopo aver perso la sua Streak contro Brock Lesnar dell'edizione dell'anno precedente affrontando e sconfiggendo Bray Wyatt. Daniel Bryan, dopo aver vinto il titolo mondiale nell'edizione precedente, vinse l'Intercontinental Championship in un Ladder match a 7 uomini, mentre John Cena batté Rusev, riconquistando lo United States Championship dopo 10 anni dall'ultima vittoria del suddetto titolo. Questa fu la sesta WrestleMania tenutasi in un'arena all'aperto (dopo le edizioni IX, XXIV, XXVI, XXVIII e 29).
WrestleMania 32 ha battuto il record di presenze di WrestleMania III che era di 93.173 spettatori, ad annunciare i 101.763 spettatori di questa edizione è stato The Rock. Nel main event Roman Reigns ha sconfitto Triple H vincendo così il WWE World Heavyweight Championship. Negli altri match dell'evento; The Undertaker ha sconfitto Shane McMahon in un Hell in a Cell match che prevedeva in caso di vittoria di Shane che quest'ultimo assumesse il controllo di Monday Night Raw, mentre, in caso di sconfitta di Taker, questa sarebbe stata l'ultima WrestleMania del Phenom, Brock Lesnar ha sconfitto Dean Ambrose in un No Holds Barred Street Fight Match, Charlotte ha sconfitto Becky Lynch e Sasha Banks difendendo con successo il suo WWE Divas Championship che viene ritirato e vincendo il nuovo titolo femminile il WWE Women's Championship, Chris Jericho sconfigge AJ Styles in un single match, i The League of Nations (Sheamus, Rusev, e Alberto Del Rio) hanno sconfitto il The New Day (Xavier Woods, Kofi Kingston e Big E.) in un six man tag team match e Zack Ryder ha vinto il Ladder Match a 7 uomini valido per il WWE Intercontinental Championship.
WrestleMania 33 è stata la prima WrestleMania, dall'edizione numero 29 del 2013, in cui sono stati messi in palio due titoli mondiali, il WWE Universal Championship di Raw (difeso per la prima volta nell'evento più importante dell'anno) ed il WWE Championship di SmackDown Live. Nel main event, Roman Reigns ha sconfitto The Undertaker in un No Holds Barred match, segnando la seconda sconfitta subita a WrestleMania per il Phenom (dopo quella contro Brock Lesnar di WrestleMania XXX); questo match è stato, tra l'altro, ipotizzato da molti come l'ultimo match dell'Undertaker in WWE. Per quanto riguarda i titoli mondiali precedentemente citati, Brock Lesnar ha sconfitto Goldberg, conquistando l'Universal Championship, e Randy Orton ha sconfitto Bray Wyatt, diventando il nuovo WWE Champion. Kevin Owens ha battuto Chris Jericho, conquistando per la prima volta il WWE United States Championship, Seth Rollins ha sconfitto Triple H in un Non-Sanctioned match e nell'incontro d'apertura AJ Styles ha sconfitto il Commissioner di SmackDown Live, Shane McMahon. Inoltre, c'è stato il ritorno a sorpresa degli Hardy Boyz, che hanno vinto i WWE Raw Tag Team Championship. Questa è stata la settima WrestleMania tenutasi in un'arena all'aperto (dopo le edizioni IX, XXIV, XXVI, XXVIII, 29 e 31).
WrestleMania 34 ha visto nel main event, per la quarta volta consecutiva (secondo solo ad Hulk Hogan in quanto a main event consecutivi), Roman Reigns sfidare Brock Lesnar per il WWE Universal Championship, uscendone però sconfitto (nonostante la maggioranza aveva previsto una sua vittoria a causa di un possibile abbandono di Lesnar in vista di un suo ritorno nella UFC, mai verificatosi). AJ Styles difese il WWE Championship dall'assalto del vincitore della Royal Rumble Shinsuke Nakamura; durante questa edizione vi sono stati momenti storici come il debutto di Ronda Rousey in WWE al fianco di Kurt Angle contro Triple H e Stephanie McMahon in un Mixed tag team match, la conquista nell'opener di Seth Rollins dell'Intercontinental Championship che lo rese un Grand Slam Champion e i ritorni di The Undertaker, alla sua prima apparizione dopo il presunto ritiro dell'anno prima, per sfidare e sconfiggere John Cena, e Daniel Bryan, al primo match dopo il grave infortunio che lo costrinse al ritiro nel 2016 per affrontare, insieme a Shane McMahon, Kevin Owens e Sami Zayn.
WrestleMania 35 viene ricordata per essere la prima edizione dello show più importante dell'anno ad avere nel main event un match femminile, il Winner Takes All Triple Threat Match con il palio sia il Raw Women's Championship che lo SmackDown Women's Championship tra Ronda Rousey, Charlotte Flair e Becky Lynch, con la vittoria di quest'ultima. Per quanto riguarda i titoli mondiali maschili, nell'opener dello show Seth Rollins ha sconfitto Brock Lesnar conquistando il WWE Universal Championship mentre Kofi Kingston ha sconfitto Daniel Bryan vincendo il WWE Championship. Il resto dello show ha visto il match di ritiro di Kurt Angle, sconfitto da Baron Corbin, il ritorno di Roman Reigns in un match uno contro uno contro Drew McIntyre dopo aver sconfitto la leucemia, la prima vittoria di Triple H su Batista (secondo lo stesso Batista, questo è stato il suo ultimo match in WWE, avendo poi dichiarato il ritiro). Questa edizione di WrestleMania è stata la prima dopo 19 anni senza The Undertaker.

### Anni duemilaventi
WrestleMania 36, in origine, si sarebbe dovuta svolgere a Tampa, in Florida, tuttavia, la pandemia di COVID-19 (scoppiata ad inizio 2020 e diffusasi negli Stati Uniti a marzo) ha spinto la WWE a spostare la sede dell'evento al Performance Center di Orlando a porte chiuse e senza la presenza del pubblico, e si è svolta in due serate (il 4 e il 5 aprile); inoltre, l'evento è stato registrato il 25 e il 26 marzo 2020 e non mandato in diretta. Nel main event della prima serata The Undertaker è tornato a lottare con la gimmick dell'"American Badass" e ha sconfitto AJ Styles in un Boneyard match, mentre altri momenti memorabili della prima metà dell'evento sono stati la vittoria di Becky Lynch su Shayna Baszler, confermandosi come Raw Women's Champion dopo un anno ininterrotto di regno, e la prima vittoria di un titolo mondiale di Braun Strowman, quando ha sconfitto Goldberg con in palio l'Universal Championship. Durante la seconda serata, Edge ha combattuto il suo primo match in singolo dopo nove anni, sconfiggendo Randy Orton in un Last Man Standing match e "The Fiend" Bray Wyatt ha sconfitto John Cena in un Firefly Fun House match. Nel main event, Drew McIntyre ha sconfitto Brock Lesnar, vincendo il WWE Championship.

## Edizioni
| Edizione           | Data           | Città           | Sede                          | Main event                                             |
| ------------------ | -------------- | --------------- | ----------------------------- | ------------------------------------------------------ |
| I (Dettagli)       | 31 marzo 1985  | New York        | Madison Square Garden         | Hulk Hogan e Mr. T vs. Paul Orndorff e Roddy Piper     |
| II (Dettagli)      | 7 aprile 1986  | Los Angeles     | Memorial Sports Arena         | Hulk Hogan vs. King Kong Bundy                         |
| II (Dettagli)      | 7 aprile 1986  | Rosemont        | Rosemont Horizon              | Hulk Hogan vs. King Kong Bundy                         |
| II (Dettagli)      | 7 aprile 1986  | Uniondale       | Veterans Memorial Coliseum    | Hulk Hogan vs. King Kong Bundy                         |
| III (Dettagli)     | 29 marzo 1987  | Pontiac         | Silverdome                    | André the Giant vs. Hulk Hogan                         |
| IV (Dettagli)      | 27 marzo 1988  | Atlantic City   | Boardwalk Hall                | Randy Savage vs. Ted DiBiase                           |
| V (Dettagli)       | 2 aprile 1989  | Atlantic City   | Boardwalk Hall                | Hulk Hogan vs. Randy Savage                            |
| VI (Dettagli)      | 1º aprile 1990 | Toronto         | SkyDome                       | Hulk Hogan vs. The Ultimate Warrior                    |
| VII (Dettagli)     | 24 marzo 1991  | Los Angeles     | Memorial Sports Arena         | Hulk Hogan vs. Sgt. Slaughter                          |
| VIII (Dettagli)    | 5 aprile 1992  | Indianapolis    | Hoosier Dome                  | Hulk Hogan vs. Sid Justice                             |
| IX (Dettagli)      | 4 aprile 1993  | Las Vegas       | Caesars Palace                | Hulk Hogan vs. Yokozuna                                |
| X (Dettagli)       | 20 marzo 1994  | New York        | Madison Square Garden         | Bret Hart vs. Yokozuna                                 |
| XI (Dettagli)      | 2 aprile 1995  | Hartford        | Hartford Civic Center         | Bam Bam Bigelow vs. Lawrence Taylor                    |
| XII (Dettagli)     | 31 marzo 1996  | Anaheim         | Arrowhead Pond                | Bret Hart vs. Shawn Michaels                           |
| XIII (Dettagli)    | 23 marzo 1997  | Rosemont        | Rosemont Horizon              | Sycho Sid vs. The Undertaker                           |
| XIV (Dettagli)     | 29 marzo 1998  | Boston          | FleetCenter                   | Shawn Michaels vs. Steve Austin                        |
| XV (Dettagli)      | 28 marzo 1999  | Filadelfia      | First Union Center            | The Rock vs. Steve Austin                              |
| XVI (Dettagli)     | 2 aprile 2000  | Anaheim         | Arrowhead Pond                | Big Show vs. Mick Foley vs. The Rock vs. Triple H      |
| XVII (Dettagli)    | 1º aprile 2001 | Houston         | Reliant Astrodome             | The Rock vs. Steve Austin                              |
| XVIII (Dettagli)   | 17 marzo 2002  | Toronto         | SkyDome                       | Chris Jericho vs. Triple H                             |
| XIX (Dettagli)     | 30 marzo 2003  | Seattle         | Safeco Field                  | Kurt Angle vs. Brock Lesnar                            |
| XX (Dettagli)      | 14 marzo 2004  | New York        | Madison Square Garden         | Triple H vs. Chris Benoit vs. Shawn Michaels           |
| XXI (Dettagli)     | 3 aprile 2005  | Los Angeles     | Staples Center                | Batista vs. Triple H                                   |
| XXII (Dettagli)    | 2 aprile 2006  | Rosemont        | Allstate Arena                | John Cena vs. Triple H                                 |
| XXIII (Dettagli)   | 1º aprile 2007 | Detroit         | Ford Field                    | John Cena vs. Shawn Michaels                           |
| XXIV (Dettagli)    | 30 marzo 2008  | Orlando         | Citrus Bowl                   | Edge vs. The Undertaker                                |
| XXV (Dettagli)     | 5 aprile 2009  | Houston         | Reliant Stadium               | Randy Orton vs. Triple H                               |
| XXVI (Dettagli)    | 28 marzo 2010  | Phoenix         | University of Phoenix Stadium | Shawn Michaels vs. The Undertaker                      |
| XXVII (Dettagli)   | 3 aprile 2011  | Atlanta         | Georgia Dome                  | The Miz vs. John Cena                                  |
| XXVIII (Dettagli)  | 1º aprile 2012 | Miami           | Sun Life Stadium              | John Cena vs. The Rock                                 |
| XXIX (Dettagli)    | 7 aprile 2013  | East Rutherford | MetLife Stadium               | John Cena vs. The Rock                                 |
| XXX (Dettagli)     | 6 aprile 2014  | New Orleans     | Mercedes-Benz Superdome       | Randy Orton vs. Batista vs. Daniel Bryan               |
| XXXI (Dettagli)    | 29 marzo 2015  | Santa Clara     | Levi's Stadium                | Brock Lesnar vs. Roman Reigns vs. Seth Rollins         |
| XXXII (Dettagli)   | 3 aprile 2016  | Arlington       | AT&T Stadium                  | Triple H vs. Roman Reigns                              |
| XXXIII (Dettagli)  | 2 aprile 2017  | Orlando         | Camping World Stadium         | Roman Reigns vs. The Undertaker                        |
| XXXIV (Dettagli)   | 8 aprile 2018  | New Orleans     | Mercedes-Benz Superdome       | Brock Lesnar vs. Roman Reigns                          |
| XXXV (Dettagli)    | 7 aprile 2019  | East Rutherford | MetLife Stadium               | Charlotte Flair vs. Ronda Rousey vs. Becky Lynch       |
| XXXVI (Dettagli)   | 4 aprile 2020  | Orlando         | Performance Center            | AJ Styles vs. The Undertaker                           |
| XXXVI (Dettagli)   | 5 aprile 2020  | Orlando         | Performance Center            | Brock Lesnar vs. Drew McIntyre                         |
| XXXVII (Dettagli)  | 10 aprile 2021 | Tampa           | Raymond James Stadium         | Bianca Belair vs. Sasha Banks                          |
| XXXVII (Dettagli)  | 11 aprile 2021 | Tampa           | Raymond James Stadium         | Roman Reigns vs. Daniel Bryan vs. Edge                 |
| XXXVIII (Dettagli) | 2 aprile 2022  | Arlington       | AT&T Stadium                  | Kevin Owens vs. Steve Austin                           |
| XXXVIII (Dettagli) | 3 aprile 2022  | Arlington       | AT&T Stadium                  | Brock Lesnar vs. Roman Reigns                          |
| XXXIX (Dettagli)   | 1º aprile 2023 | Inglewood       | SoFi Stadium                  | The Usos vs. Kevin Owens e Sami Zayn                   |
| XXXIX (Dettagli)   | 2 aprile 2023  | Inglewood       | SoFi Stadium                  | Roman Reigns vs. Cody Rhodes                           |
| XL (Dettagli)      | 6 aprile 2024  | Filadelfia      | Lincoln Financial Field       | Cody Rhodes e Seth Rollins vs. Roman Reigns e The Rock |
| XL (Dettagli)      | 7 aprile 2024  | Filadelfia      | Lincoln Financial Field       | Roman Reigns vs. Cody Rhodes                           |
| XLI (Dettagli)     | 19 aprile 2025 | Paradise        | Allegiant Stadium             | CM Punk vs. Roman Reigns vs. Seth Rollins              |
| XLI (Dettagli)     | 20 aprile 2025 | Paradise        | Allegiant Stadium             | Cody Rhodes vs. John Cena                              |